# Castello del Matese
Castello del Matese község (comune) Olaszország Campania régiójában, Caserta megyében.

## Fekvése
A megye északkeleti részén fekszik, Nápolytól 60 km-re északra valamint Caserta városától 35 km-re északnyugati irányban. Határai: Campochiaro, Piedimonte Matese, San Gregorio Matese és San Potito Sannitico. A település a Matese-hegység egyik 476 m magas teraszán fekszik, gyönyörű kilátással a Volturno folyó völgyére. Kedvező fekvése révén turisták kedvelt célpontja.

## Története
A település alapítására vonatkozóan nincsenek pontos adatok. Valószínűleg a kora középkorban alapították, bár egyes régészek szerint alapítása a szamniszok idejére nyúlik vissza. A következő századokban nemesi birtok volt. A 19. században nyerte el önállóságát, amikor a Nápolyi Királyságban felszámolták a feudalizmust.

## Népessége
A népesség számának alakulása:

## Főbb látnivalói
- Sant’Antonio-templom
- Sant'Agostino-templom
- Santa Maria di Ogni Grazia-templom
- Santa Croce-templom